# Orde van Sint-Joris en Sint-Constantijn
De Orde van Sint-Joris en Sint-Constantijn (Grieks: Βασιλικό και οικογενειακό τάγμα Αγίων Γεωργίου και Κωνσταντίνου, Basilikon kai oikogen-eiakon tagma ton aigon Georgiou kai Konstantinoi) is een huisorde van het voormalige Koninkrijk Griekenland. De in 1936 door koning George II ingestelde Orde is een persoonlijke orde van de Griekse koning en werd ingesteld om de koningen George I en Constantijn I én de Heiligen van die naam te eren.

De Orde wordt door de Griekse koning, grootmeester van de Orde, verleend aan heren die zich voor het Griekse koninklijke huis verdienstelijk hebben gemaakt. De hoogste graden in de Orde worden bij voorkeur aan leden van de Koninklijke familie en buitenlandse vorstelijke personen verleend.

De Orde heeft zes klassen en een medaille en wordt in een civiele en een militaire divisie uitgereikt.
De Orde staat niet open voor Dames; deze worden in de Orde van Sint Olga en Sint Sophia benoemd
Graden en versierselen van de Orde:
- Keten: Het kruis van de Orde wordt gedragen aan een gouden keten bestaande uit acht Oldenburgse leeuwen, acht gekroonde monogrammen en een dubbele adelaar. De dragers van de keten dragen ook een kruis van de Orde.
- Eerste Klasse: deze heren dragen het grote kruis van de Orde met kroon en gekroonde monogrammen tussen de armen van dat kruis aan een grootlint en de ster van de Orde.
- Tweede Klasse: deze heren dragen een iets kleiner kruis van de orde, zonder kroon, aan een lint om de hals en de ster van de Orde.
- Derde Klasse: deze heren dragen een iets kleiner kruis van de orde, zonder kroon, aan een lint om de hals.
- Vierde Klasse: deze heren dragen een klein kruis in goud aan een lint dat twee vingers breed is op de linkerborst
- Vijfde Klasse: deze heren dragen een klein kruis in zilver aan een lint dat twee vingers breed is op de linkerborst
- de medaille van Sint George en Sint Constantijn wordt in verguld zilver, zilver en brons verleend. Op de medaille is de beeldenaar van de stichter aangebracht met de tekst "ΓΕΩΡΓΙΟΥ В’ ΒΑΣΙΛΕΥΣ TON ЕΛΛНNΩN 1936" "Georgios B basileys ton Hellikonen 1936".

De militaire divisie is gelijk aan de civiele divisie maar draagt zwaarden onder het monogram tussen de armen van het kruis.
Het lint van de Orde is donkerblauw met horizontale witte en rode streepjes langs de randen.
Aan de keten wordt een wit roodomrand Latijns kruis gedragen. Als verhoging dient een roodgevoerde gouden koningskroon. Op het goudomrande medaillon zijn de twee heiligen met achter zich een gouden achtergrond, zonder kruis, afgebeeld. Het bijbehorende kruis is een "steckkreuz" met een blauwomrand medaillon en een blauw kruis op de armen van het kruis. De tekst van het randschrift is:" ΙΣХΥΣ MOY Н АГАПН TOY ΛΑΟΥ" of "Ishkys moy e agape toy laoy".
Het kleinood van de eerste en tweede rang is een groot wit roodomrand Latijns kruis. Er is geen randschrift maar wel en brede gouden rand met leeuwen en harten. In het medaillon zijn, tegen een gouden achtergrond, de twee orthodoxe heiligen met achter zich een blauw kruis met rode rand te zien.
De ster van de eerste klasse is achtpuntig en van zilver. Op de ster is het kleinood, mèt roodgevoerde kroon, gelegd.
De ster van de tweede klasse is een plaque; een kruis van vele briljantfacetjes waarop het kleinood, met kroon, is gelegd.
De Griekse koning in ballingschap, Constantijn II, verleent de orde ook nu nog.